# 上海公库

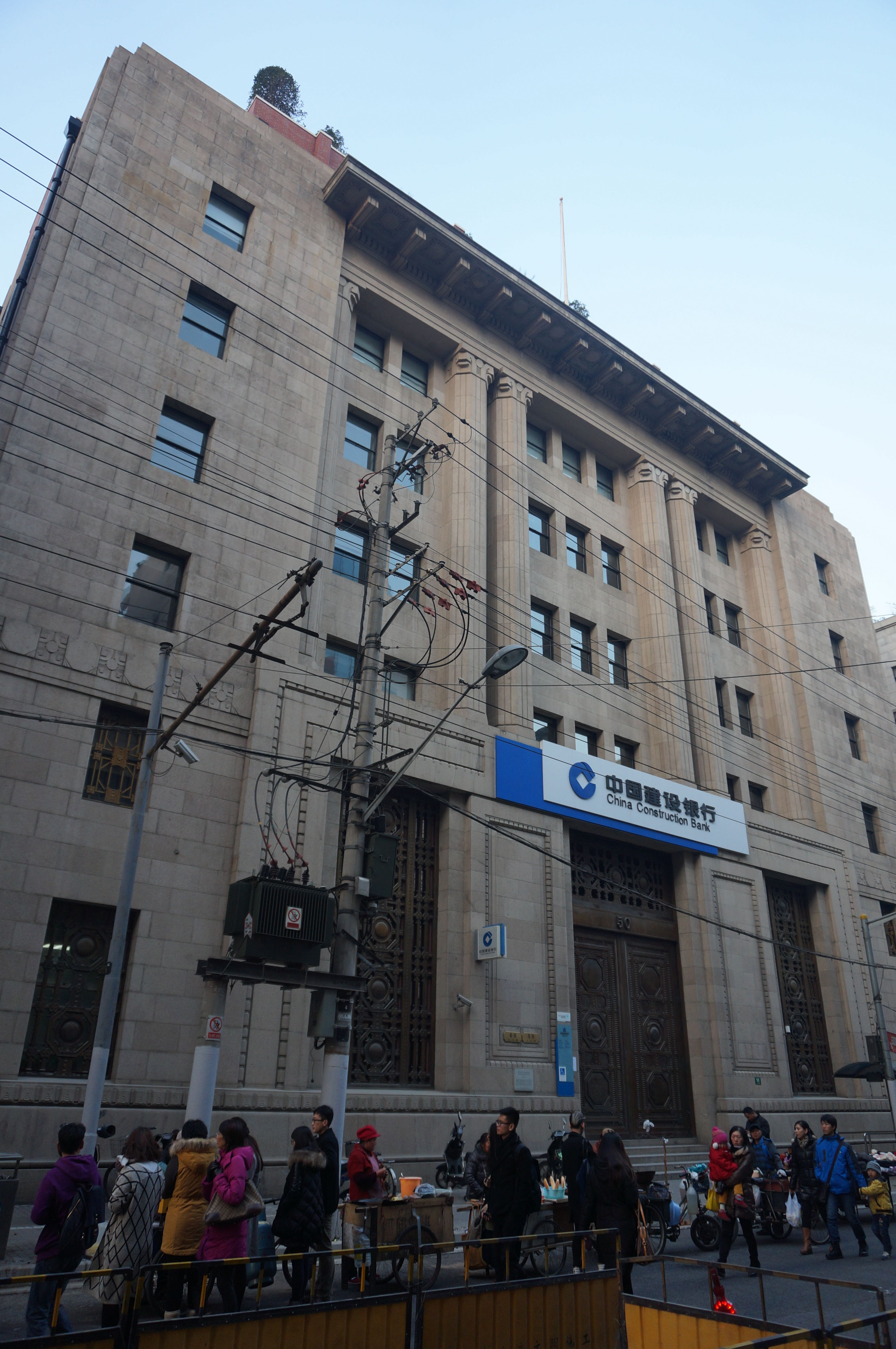
三井银行大楼

上海公库原为日商三井银行，是中国上海的一座历史建筑，位于今黄浦区九江路50号，靠近外滩，坐北朝南。该建筑原为日资三井银行上海分行大楼，建于1934-1937年，由英资公和洋行设计，钢筋混凝土结构，简化的新古典主义风格，高5层，立面设通高四层的巨柱，花岗石贴面。和中華郵政儲金匯業局相鄰。1945年以后，该建筑由上海公库接管，1955年以后由上海市财政局等单位使用，现为中国建设银行分行。
1994年，该建筑已被列为第二批上海市优秀历史建筑，编号A-Ⅲ-043。